# 外语教学与研究
《外语教学与研究》是北京外国语大学学报，创办于1957年6月，是中国外语界第一家学术期刊。王佐良、许国璋教授等曾先后担任本刊主编。《外语教学与研究》为双月刊，设有语言研究、外语教育、翻译研究、书刊 评介等栏目，是中国人文社会科学的权威期刊。
 

## 历史
1957年6月,《西方语文》作为北京外国语大学学报在北京创刊，成为中国外语界第一家学术期刊，起初每季一期。
1959年第1期，《西方語文》改为双月刊。同年第4期起，更名为《外语教学与研究》。
1962年第1期,《外语教学与研究》改回为季刊。
1966年第2期以后，《外语教学与研究》因文化大革命而停刊12年。
1978年9月，《外语教学与研究》恢复出版。
2000年，刊期改回双月期。
2014年11月，《外语教学与研究》入选原国家新闻出版广电总局第一批认定学术期刊。 

## 涵盖内容
《外語教學與研究》涵盖外语学科各主要方面，设有语言研究、外语教育、翻译研究、书刊 评介等栏目。

## 成绩和索引
据《中國知網》2025年2月3日的报道信息，《外语教学与研究》
出版文献量：4751篇
总下载次数： 6633249次
总被引次数： 269455次
评价信息
(2024版)复合影响因子：2.095
(2024版)综合影响因子：1.351 
《外语教学与研究》是“中国人文社会科学期刊AMI综合评价”权威期刊、北京大学《中文核心期刊要目总览》来源期刊、中文社会科学引文索引（CSSCI）来源期刊。 本刊长期为美国《语言学与语言行为文摘》（Linguistics and Language Behavior Abstracts）、《社会学文摘》（Sociological Abstracts）等检索刊物收录。

期刊荣誉：
《外语教学与研究》入选
百种重点期刊、社科双效期刊、中国国际影响力优秀学术期刊。

## 编辑部
我国外语界著名学者王佐良教授、许国璋教授等曾先后担任本刊的主编。
现任名誉主编：王克非
主编：王文斌

## 外部連結
北京外国语大学学术期刊网 https://www.bfsujournals.com/gywm/ （页面存档备份，存于）